# Sí se puede
Sí se puede es una telenovela biográfica ecuatoriana creada y dirigida por Peky Andino para Ecuavisa en el 2020. Se estrenó el 28 de julio de 2020 en sustitución de la sexta temporada de 3 familias y finalizó el 11 de diciembre del mismo año, siendo reemplazada por la tercera temporada de Sin senos sí hay paraíso.
La historia relata sobre la selección ecuatoriana de fútbol que clasificó por primera vez al mundial de fútbol a finales del 2001 y la vida de uno de sus principales jugadores Jaime Iván Kaviedes, mezclado en igual parte con historias paralelas ficticias situadas en los años 2000 y 2001, en medio de la crisis económica y migratoria ecuatoriana a raíz del feriado bancario de 1999.
Protagonizada por Eduardo Maruri Jr. y Alejandra Jaramillo, junto con José Andrés Caballero y Bárbara Fernández en los roles antagónicos. Cuenta además con las actuaciones estelares de María Emilia Cevallos, Diego Chiang y los primeros actores María Beatriz Vergara, Ruth Coello, Poén Alarcón y Malisa Macías.

## Temas musicales
- «Quiero amanecer soñando» de Diego Labadía
- «Besito de caramelo» de Mau Sánchez
- «La que vale» de Mando el Pelado
- «Tu actuación» de Nico Hinojosa

## Trama
Ubicada entre los años 2000 y 2001, cuando el país pasaba por una severa crisis económica, un grupo de deportistas encabezados por el mediático goleador Jaime Iván Kaviedes (Eduardo Maruri Jr.) , los consagrados Ulises de la Cruz (Allan Quiñonez), Pepe Pancho Cevallos (Ariel Zöller) y el Tin Delgado (Eduardo Rodríguez), dirigidos por el colombiano Bolillo Gómez (Silvio Plaza), son los encargados de cambiar una larga historia de fracasos deportivos y devolverle la esperanza a los ecuatorianos.
Pero el camino es muy duro y lleno de conflictos, empezando por la vida de Kaviedes quien tiene que lidiar con su pasado trágico marcado por la muerte de sus padres en un accidente de tránsito cuando tenía 6 años de edad, su amor por la noche y las mujeres hermosas en Europa, su presente en el que lucha por estabilizarse y convertirse en héroe, y también casarse con la bella Camila Dos Santos (Alejandra Jaramillo).
Es el día a día en la vida de los seleccionados, técnicos y directivos que trabajan por clasificar ante la oposición de los varones del futbol internacional que consideran que un pequeño país con una larga cronología de fracasos deportivos no debería estar en la élite mundial del balompié, por lo que contratan a Sandro Rossi (José Andrés Caballero) un inescrupuloso empresario de futbolistas quien operará para que la selección no clasifique al mundial y para que Kaviedes tampoco consiga la estabilidad emocional que necesita.
Es también la historia del mundo del hincha de futbol, representados por el joven guayaco Carlitos Murcia (Diego Chiang), quien con su abuela quiteña Enriqueta (María Beatriz Vergara), su tía manaba, Bacha (Ruth Coello) y su amigo orense, el enano Yoyito (Vicente Romero) mantienen el Locutorio Patria Mía, un lugar donde los familiares del pueblo migrante van a llamar por teléfono y a enviar sus correos a sus seres queridos que han migrado a España, y también es el lugar en donde el barrio se reúne para ver los partidos de la Tri.
Carlitos tendrá que enfrentarse a Marucha (Bárbara Fernández), la chulquera del barrio, que lo presiona para que se case con ella y que le amenaza con quitarle el locutorio y la casa familiar si no lo hace, pero más puede su amor por Venus (María Emilia Cevallos), una extraña muchacha de sociedad que vive refugiada en el locutorio escondiendo un extraño secreto familiar Carlitos no está enamorado de Marucha.

## Reparto

### Reparto principal
- Eduardo Maruri Jr. como Jaime Iván Kaviedes Llorenty "El Nine"[5]
- Alejandra Jaramillo como Camila Dos Santos Mendieta[6][7]
- José Andrés Caballero como Sandro Rossi[8]
- María Emilia Cevallos como Liliana de la Plata / Venus / Valdi
- Joselyn Gallardo como Marilyn Carrillo[9]
- Santiago Carpio como Vicente Román
- Bianca Fariña como Victoria De la Guerra
- Silvio Plaza como Hernán Darío Gómez "El Bolillo"[10]
- Eduardo Rodríguez como Agustín "El King" Delgado
- Mao House como Modesto Gordillo
- Ruth Coello como Beatriz "Bacha" Martínez
- María Beatriz Vergara como Enriqueta Martínez vda. de Murcia
- Vicente Romero Rivera Alan el enano
- Bárbara Fernández como Marucha
- Poén Alarcón como Ettore Llorenty "Nonno"
- Malisa Macías como Azucena de Llorenty "Nonna"
- Juan José Jaramillo como Capitán Estrella
- Ariel Zöller como José Francisco "Pepe Pancho" Cevallos[11]
- Fabo Doja como Beto Betancourt
- Elena Gui como Dolores "Lola" Mendieta vda. de Dos Santos

### Reparto recurente
- Gonzalo Gonzalo como Joseph Hess
- Francisco Arias como Darwin Osorio
- Gabriel Gallardo como Domitilio "Figurita"
- Diego Naranjo como Carlos ‘ Carly
- Renata Salem como Valentina
- Bernardo Menéndez como el Maestro Joao De la Guerra
- Arturo Zöller como Alfonso de la Plata
- Samantha Grey como Lorena de Cevallos
- Allan Quiñónez como Ulises de la Cruz
- Adriana Bowen como Fernanda Rugel
- Maribel Solines como la mamá de Fernanda
- Fernando Gálvez como el papá de Fernanda
- Martha Ontaneda como la abuela de Fernanda
- Ana Passeri como Mariana vda. de Murcia
- Nadine Muñoz como Lucy
- Marcos Michelena como "El Cuqui" Suárez
- José Northia como el Presidente de la Federación Peruana de Fútbol
- Issam Eskandar como Jaime Iván Kaviedes Torres
- Mayra Jaime como amiga de Jaime Iván
- David Naula como amigo de Jaime Iván
- Nacho Cheddar como Reportero de farándula (antagónico)
- Pamela Palacios cómo Katy

### Invitados especiales
- Carlos Víctor Morales como él mismo[12]
- Gerardo España como él mismo
- Jaime Antonio Alvarado como él mismo
- Hilda Murillo como ella misma
- Angello Barahona como él mismo
- Alfonso Harb como él mismo
- Fabián Gallardo como él mismo

## Producción
Las grabaciones iniciaron en septiembre del 2019 y concluyeron a inicios de marzo de 2020, cinco días antes de que inicie la emergencia sanitaria por la pandemia de enfermedad por COVID-19.
Se estrenó por Ecuavisa el 28 de julio de 2020 a las 21:00 h, pero desde el 11 de agosto de 2020, la producción es movida al horario de las 22:00 h, debido al bajo rendimiento en cuanto a índice de audiencia y dejando en su horario original a la telenovela turca Una parte de mí.
El 6 de marzo de 2021 la telenovela se convirtió en la primera producción ecuatoriana en llegar a ser distribuida por Amazon Prime Video.

## Premios y nominaciones

### Premios ITV 2021
| Categoría              | Nominado            | Resultado |
| ---------------------- | ------------------- | --------- |
| Mejor actriz dramática | Alejandra Jaramillo | Ganadora  |
| Mejor actriz dramática | Renata Salem        | Nominada  |